# N747PA
N747PA era il codice di registrazione di un Boeing 747-121. Conosciuto anche come Clipper Juan T. Trippe, fu il secondo 747 mai costruito. Venne acquistato dalla Pan Am nel 1970. In seguito a un incidente nel 1971, l'aereo continuò il servizio con la Pan Am fino al suo scioglimento nel 1991. Servì come aereo cargo fino al 1997, quando fu utilizzato come fonte di pezzi di ricambio. Nel 2000 era stato acquistato da una coppia sudcoreana e trasformato in ristorante. Dopo essere rimasto abbandonato per anni in seguito al fallimento del ristorante nel 2005, l'aereo è stato infine demolito nel 2010.

## Storia dell'aereo
N747PA è stato completato il 28 febbraio 1969. Originariamente registrato come N732PA, è stato poi cambiato in N747PA. L'aereo è stato utilizzato come banco di prova dalla Boeing prima di essere utilizzato dalla Pan Am in un ampio tour promozionale negli Stati Uniti e nel resto del mondo per mostrare il 747 al pubblico. il 14 gennaio 1970, l'allora First Lady Pat Nixon, battezzò l'aereo "Jet Clipper America" durante una cerimonia all'aeroporto internazionale di Washington-Dulles. L'aereo si unì alla flotta della Pan Am nello stesso anno. Con la sua registrazione facile da riconoscere, l'N747PA è diventato uno degli aerei più facilmente riconoscibili e iconici della flotta Pan Am, anche se alcuni lo chiamavano de facto l'ammiraglia della compagnia aerea.

## Volo Pan Am 845
Il 30 luglio 1971, mentre operava come volo Pan Am 845, l'N747PA colpì il sistema di illuminazione per l'avvicinamento durante il decollo. L'equipaggio aveva pianificato e calcolato il decollo per la pista 28L, scoprendo solo dopo il pushback che la pista era stata chiusa ore prima per manutenzione e che i primi 1.000 piedi (300 m) della pista 01R, la pista preferenziale in quel momento, erano chiusi. Dopo aver consultato gli spedizionieri di volo della Pan Am e la torre di controllo, l'equipaggio decise di decollare dalla pista 01R, più corta rispetto alla 28L, con condizioni di vento meno favorevoli.
La pista 01R era lunga circa 8.500 piedi (2.600 m) dalla soglia spostata (il punto in cui doveva iniziare il decollo) fino alla fine, che era la lunghezza di decollo disponibile per il volo 845. A causa di vari malintesi, l'equipaggio di condotta fu erroneamente informato che la lunghezza disponibile al decollo dalla soglia spostata era di 9.500 piedi (2.900 m) o 1.000 piedi (300 m) più lunga di quanto esistesse effettivamente. Nonostante la minore lunghezza, è stato successivamente stabilito che l'aereo avrebbe potuto decollare in sicurezza, se fossero state seguite le procedure appropriate.
Mentre i piloti si preparavano al decollo sulla pista più corta impostarono i flap a 20 gradi invece dei 10 originariamente previsti, ma non ricalcolarono le velocità di riferimento al decollo (V1, Vr e V2), che erano state calcolate per l'impostazione a 20°, ed erano quindi troppo alti per la configurazione di decollo che avevano in quel momento.
Di conseguenza, queste velocità caratteristiche sono state nominate in ritardo e il rollio di decollo dell'aereo è stato prolungato in modo anomalo. Infatti il primo ufficiale chiamò la Vr (velocità di rotazione) a 160 nodi (184 mph; 296 km/h) invece dei previsti 164 nodi (189 mph; 304 km/h) perché la fine della pista stava "arrivando a una velocità molto rapida."
Uno dei fari del sistema di illuminazione penetrò nella cabina ferendo 2 passeggeri, di cui uno che quasi perse il piede. Il carrello di atterraggio principale destro rientrò a forza nella fusoliera, mentre il carrello sinistro venne strappato dalla forza d'urto e lasciato a penzoloni. Andarono persi 3 dei 4 impianti idraulici, oltre a diverse superfici alari e di controllo, il controllo antiscivolo e 3 scivoli di evacuazione. L'aereo atterrò nuovamente a San Francisco dopo aver scaricato il carburante. A causa del carrello d'atterraggio mancante e dello spostamento del baricentro dovuto allo scarico del carburante, l'N747PA si posò sulla coda con il muso rivolto verso l'alto. In totale si contarono 29 feriti, di cui 8 che richiesero il ricovero in ospedale.

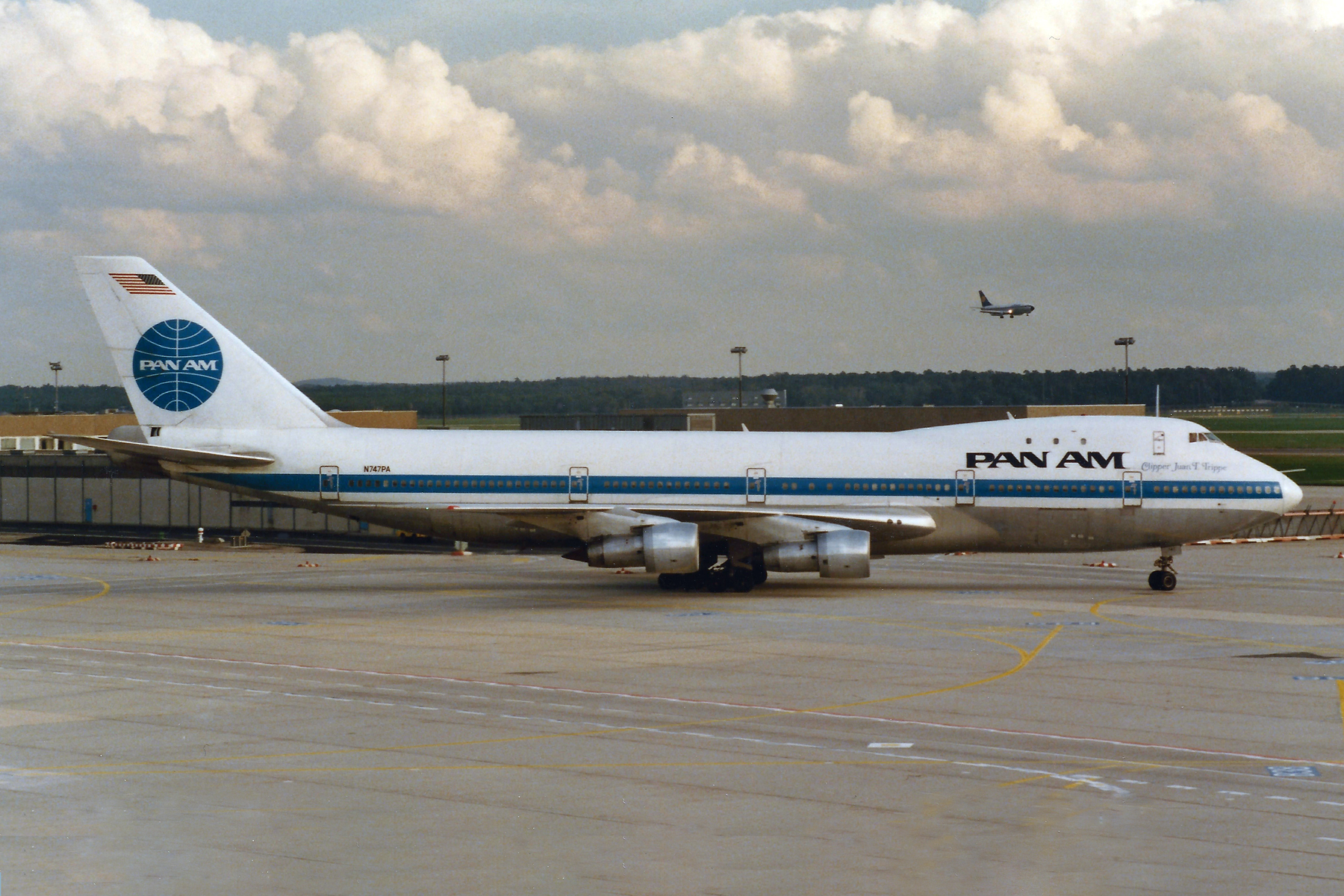
N747PA nel 1984.

Il National Transportation Safety Board imputò l'errore del pilota come causa dell'incidente, citando l'errato inserimento da parte dell'equipaggio delle velocità di riferimento al decollo e la natura insolita degli eventi che avevano portato alla collisione.

## Storia successiva
Dopo l'incidente l'aereo fu riparato e riportato in servizio con la Pan Am. Nel 1973 fu nuovamente registrato come N747QC e affittato ad Air Zaire, che lo ribattezzò Mont Floyo. Tornò alla Pan Am nel 1975 e ribattezzato "Clipper Sea Lark" e poi "Clipper Juan T. Trippe" nel 1980, in onore del fondatore della Pan Am Juan T. Trippe, dopo la sua morte quell'anno. Nel 1981 venne montata sul 747 un portellone di carico laterale e un pavimento rinforzato come parte dei requisiti di trasporto aereo del Dipartimento della difesa degli Stati Uniti nell'ambito della Flotta Aerea della Riserva Civile.

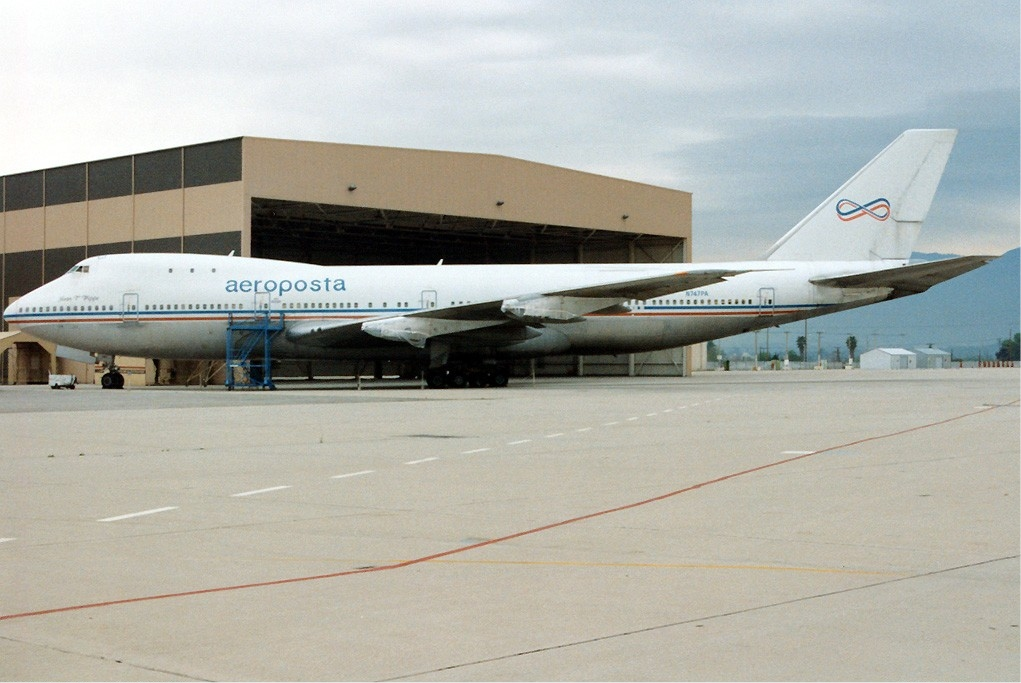
N747PA nel 1995.

Quando Pan Am cessò ogni attività il 4 dicembre 1991, la General Electric Credit Corporation acquistò N747PA, l'ultimo 747 che la Pan Am si era lasciata dietro quando si ritirò dall'aeroporto internazionale John F. Kennedy nel 1992. Fu noleggiato alla compagnia aerea argentina Aeroposta e successivamente passò per breve tempo a Kabo Air nel 1993. L'aereo sarebbe stato messo a terra nel 1997 e utilizzato come fonte di pezzi di ricambio, poiché la sua fusoliera si avvicinava alla necessità di un importante D-Check, non essendo più conforme ai nuovi criteri di rumorosità. Alla fine venne smantellato nel 1999 all'aeroporto internazionale di San Bernardino.

## "Jumbo747"

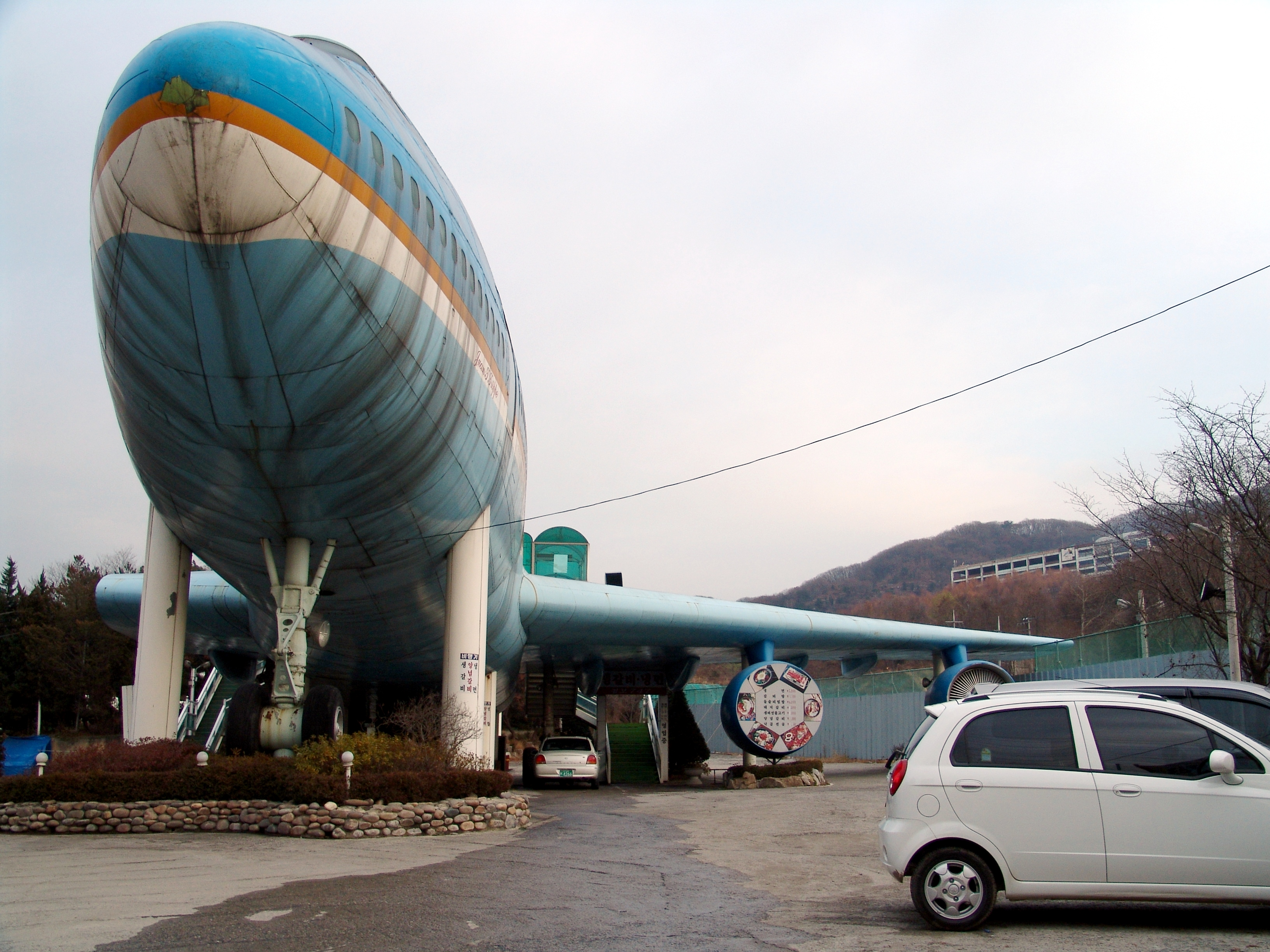
N747PA nel suo stato finale nel 2005.

All'inizio del 2000, i resti dell'aereo furono acquistati da una coppia sudcoreana e trasformati in un ristorante chiamato "Jumbo747". Situato a Hopyeong, Namyangju, in Corea del Sud, l'aereo è stato dipinto per assomigliare ad un Boeing VC-25A (Air Force One). Il ristorante fallì nel 2005 e l'aereo rimase in stato di abbandono per diversi anni. Dopo la chiusura del ristorante, ci furono diverse petizioni e campagne da parte di numerosi appassionati di aviazione per musei o governi locali per preservare lo storico 747. Alla fine, nel dicembre 2010, i resti dell'N747PA sono stati infine demoliti.
Nel 2017 Airways Magazine ha pubblicato un articolo in cui si affermava che N747PA era stato solo parzialmente demolito e che tre grandi pezzi di fusoliera erano stati salvati e spostati non lontano nel sobborgo di Wolmuncheon-ro. L'ex aereo sarebbe stato quindi utilizzato come chiesa colorato con la livrea della Korean Air. (Località: 1052-7 Wolmun-ri, Wabu-eup, Namyangju-si, Gyeonggi-do, Corea del Sud). Tuttavia l'affermazione si è rivelata falsa poiché quel particolare Boeing era stato lì da molto prima della demolizione di quello vero. A partire dal 2020, anche la chiesa assemblata con pezzi di 747 era stata rimossa e sostituita da un nuovo edificio.